# Ellen Strange Petersen
Ellen Rigmor Strange Petersen, född Jensen 8 september 1913 i Fredericia, död 31 maj 1984 i Århus, var en dansk journalist och politiker (Det Konservative Folkeparti). Hon var folketingsledamot 1959-1973. Hon var riddare av Dannebrogsorden från 1969.
Ellen Strange Petersen växte upp i Fredericia som dotter till guldsmeden Holger Jensen och Martha Nielsen. Familjen levde under knappa villkor. Hon började på latinskolan när hon var elva år och kom sedan in på gymnasiet genom en friplats. Hon tog studentexamen 1932 och blev sedan journalistlärling på Jydske Tidendes avdelning i Kolding. Hon arbetade sedan som ordinarie journalist på samma tidning (1932-1949). Hon gifte sig 1936 med adjunkten Søren Frederik Jerking och fick två döttrar med honom. Hon blev änka 1943. Hon bytte arbetsplats till Århus Stiftstidende 1949, då detta innebar bättre arbetstider som gick ihop med försörjningen av barnen. Hon var särskilt engagerad i social- och utbildningsfrågor och genom sina reportage om förekomsten av prygel i danska skolor bidrog hon till avskaffandet av kroppsaga i skolan. Hon var styrelseledamot i Dansk Journalistforening (195-1960).
Petersens politiska engagemang började på gymnasiet, då hon gick med i Det Konservative Folkeparti 1931. Hon engagerade sig bl.a. i kvinnofrågor och upprättade ett lokalt kvinnoförbund i Kolding 1936. Hon blev invald i Koldings stadsfullmäktige 1943, ett mandat som behöll till 1949, som den yngsta kvinnliga kommunalpolitikern i Danmark. Hon var bl.a. ledamot i stadens social-, förskole-, och utbildningsnämnder. Hon kom in i Folketinget som suppleant för Flemming Hvidberg 1959. Hon fick behålla detta mandat i samband med Hvidbergs död samma år. Samma år gifte hon sig med partikollegan och professorn Orla Strange Petersen. I Folketinget satt hon bl.a. i social- och utbildningsutskotten, var ledamot i Kvindekommissionen (1965-1974) och Folketingets grönlandsfond (1973), samt konservativ representant i Statens Kunstfond från 1964. Hon utmärkte sig även i ett antal sakfrågor, bl.a. som förespråkare av att Danmarks Radios TV-monopol skulle upphävas, som kritiker av Christiania och upprättandet av Roskilde Universitetscenter och som motståndare av statligt stöd till Jens Jørgen Thorsens Jesusfilm. Hon var även morståndare av legaliseringen av pornografi. Hon förlorade sitt mandat i valet 1973.
Efter 1973 var Petersen bl.a. frilansjournalist på Jyllandsposten (1973-1984) och partiordförande i Århus amt (1977-1982). Hon var även representant i Danmarks Nationalbank (1970-1972) och styrelseledamot i Danmarks Hypotekbank (1972-1978).